# Rudolf Czernin-Morzin
Rudolf hrabě Černín z Chudenic a Morzinu (německy Rudolf Graf Czernin-Morzin; 8. ledna 1855 Praha – 5. září 1927 Vrchlabí) byl český šlechtic a velkostatkář, dědičný člen rakouské Panské sněmovny. Po matce byl dědicem majetku vymřelého rodu Morzinů, další statky zdědil po otci. V Krkonoších a v západních Čechách mu patřilo přibližně 20 000 hektarů půdy. Od roku 1908 užíval příjmení Czernin-Morzin.

## Životopis

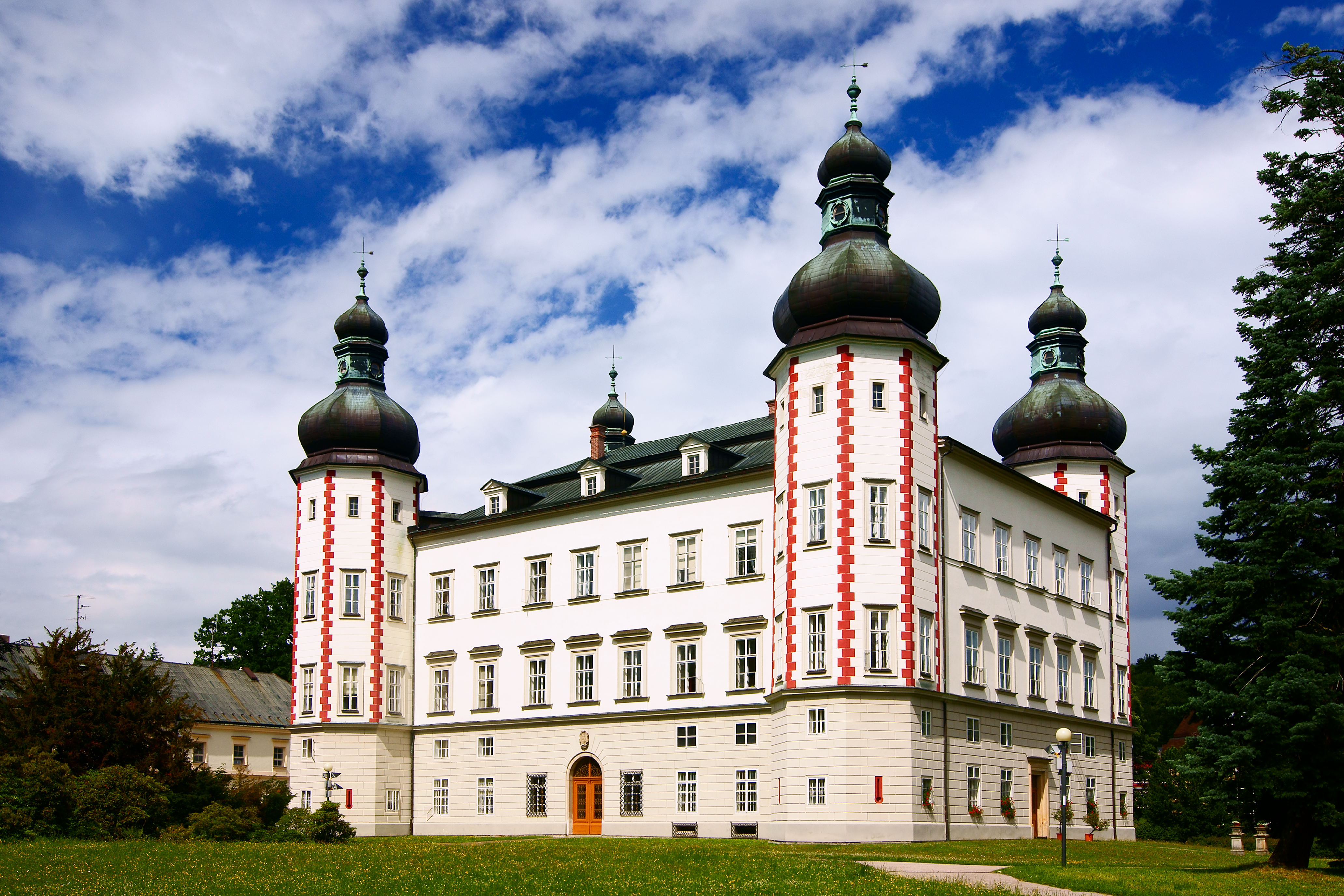
Zámek Vrchlabí, hlavní sídlo rodu Czernin-Morzinů

Pocházel z jindřichohradecké linie starého českého rodu Černínů z Chudenic, byl jediným synem hraběte Heřmana Zdenka Černína (1819–1892). Matka Aloisie, rozená Morzinová (1832–1907), byla univerzální dědičkou vymřelého rodu Morzinů (1881) a položila majetkové základy pro založení nové alianční rodové linie.
Rudolf vystudoval práva na Karlově univerzitě, ale veřejného života se příliš neúčastnil. V mládí pobýval na zámku v Benešově nad Ploučnicí, který mu matka koupila jako svatební dar. Krátce sloužil v armádě, v níž dosáhl hodnosti kapitána, v roce 1881 byl jmenován c.k. komořím a v roce 1917 c.k. tajným radou. V roce 1905 byl jmenován doživotním členem rakouské panské sněmovny a o sedm let později mu bylo potvrzeno dědičné členství.
Věnoval se mimo jiné otázkám stavby železnic; byl považován za odborníka a publikoval na to téma několik textů v němčině.
Po otci zdědil v roce 1892 velkostatek Stružná (dříve Kysibel) v západních Čechách, po smrti matky převzal v roce 1907 dědictví Morzinů. Jednalo se o rozsáhlé velkostatky v Krkonoších, Vrchlabí a Horní Maršov, k nimž patřilo přes 17 000 hektarů půdy, převážně lesních porostů. Součástí dědictví byl také Morzinský palác v Praze, prodaný v roce 1925 Rumunsku (od té doby je zde rumunské velvyslanectví).
Po smrti své matky Rudolf Czernin požádal o spojení jmen a erbů Černínů a Morzinů, diplom na jméno Czernin-Morzin (respektive Czernin von Chudenitz und Morzin) byl vydán v roce 1908 (s podmínkou, že pokud by jeho dědicové převzali majetek hlavní jindřichohradecké linie, nesmějí nadále používat jméno Morzin).
Správa velkostatků přinesla četné potíže po zániku monarchie a během pozemkové reformy. Problémy měl Rudolf Czernin také s československou armádou, která požadovala přístup do pohraničních lesů v Krkonoších.

## Rodina

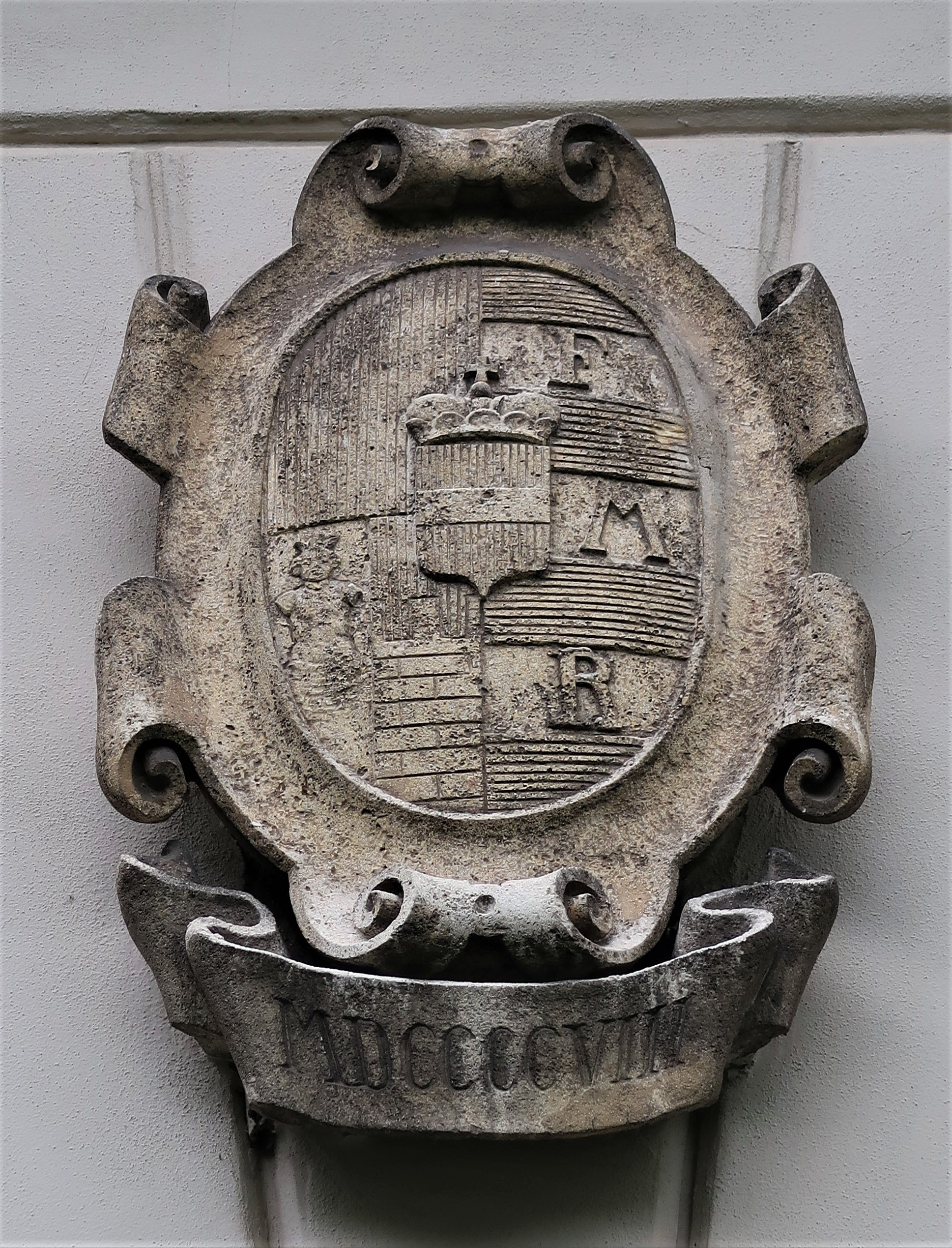
Alianční erb Czernin-Morzinů na západním průčelí zámku Vrchlabí s datací 1908

Poprvé se oženil v Praze v roce 1878 s hraběnkou Emmou Orsini-Rosenbergovou (1858–1905), dámou Řádu hvězdového kříže. Druhý sňatek slavil v roce 1907 na zámku Černá Hora s hraběnkou Terezií Friesovou (1874–1946), c. k. palácovou dámou. Z prvního manželství měl sedm dětí, které se narodily v Praze a na zámcích v Benešově nad Ploučnicí a Horním Maršově. Dědicem velkostatku Vrchlabí byl nejstarší syn Rudolf (1881–1928). Nejmladší syn Evžen Alfons (1892–1955) byl adoptován Františkem Czerninem z jindřichohradecké linie a v roce 1932 převzal rozsáhlé statky v jižních a severních Čechách (Jindřichův Hradec, Krásný Dvůr, Petrohrad, Chudenice atd.)
Rudolfova sestra Filipína Terezie (1858–1937) se provdala za hraběte Karla Buquoye (1854–1911), dlouholetého poslance českého zemského sněmu.